# Élections à Gien
Cette page recense les résultats de l'ensemble des votes, élections et référendums ayant eu lieu dans la commune de Gien (Loiret) depuis 2000.

## Élections municipales

### 2012
À la suite du décès de Jean-Pierre Hurtiger le 8 novembre 2012, Patrick Chiérico est élu maire de Gien en séance de conseil municipal du 21 novembre 2012.

### 2008
Les élections municipales de 2008 ont lieu le 9 et le 16 mars 2008. Pour la commune de Gien, les conseillers municipaux sont élus selon le mode de scrutin de liste à deux tours avec représentation proportionnelle. 29 sièges sont à pourvoir. 3 listes sont déposées. À l'issue des élections qui se déroulent en deux tours et dont les résultats figurent ci-après, Patrick Chierico est élu maire.
|                                           | Nuance                                    | Tête de liste                             | Liste                                     | Premier tour | Premier tour | Premier tour | Second tour   | Second tour | Second tour | Sièges |
| Voix                                      | Nuance                                    | Tête de liste                             | Liste                                     | %            | %            | Voix         | %             | %           |             | Sièges |
| Voix                                      | Nuance                                    | Tête de liste                             | Liste                                     | Exprimés     | Inscrits     | Voix         | Exprimés      | Inscrits    |             | Sièges |
| ----------------------------------------- | ----------------------------------------- | ----------------------------------------- | ----------------------------------------- | ------------ | ------------ | ------------ | ------------- | ----------- | ----------- | ------ |
|                                           | DVD                                       | Jean-Pierre Hurtiger                      | Gien/Arrabloy                             |              |              |              |               |             |             | 25     |
|                                           | PS                                        | Christian Parcineau                       | Faire revivre Gien                        |              |              |              |               |             |             | 5      |
|                                           | PCF                                       | Sylvie Vauvilliers                        | Gien 2008-2014, Une ville                 |              |              |              |               |             |             | 2      |
| Total exprimés                            | Total exprimés                            | Total exprimés                            | Total exprimés                            | 4 931        | 100 %        | 55,69 %      | 7 532         | 100 %       | 57,8 %      |        |
| Total votants : exprimés + blancs ou nuls | Total votants : exprimés + blancs ou nuls | Total votants : exprimés + blancs ou nuls | Total votants : exprimés + blancs ou nuls | 5 339 (408)  | -            | 60,3 %       | 7 783 (251)   | -           | 59,72 %     |        |
| Total inscrits : votants + abstentions    | Total inscrits : votants + abstentions    | Total inscrits : votants + abstentions    | Total inscrits : votants + abstentions    | 8 854 (3515) | -            | 100 %        | 13 032 (5249) | -           | 100 %       |        |

## Élections cantonales
L'élection des conseillers généraux a lieu au scrutin uninominal majoritaire à deux tours, la moitié des sièges dans chaque département étant renouvelée tous les trois ans. Le département du Loiret comprend 41 cantons. La commune de Gien est sur le territoire du canton de Gien.

### 2012
À la suite du décès de Jean-Pierre Hurtiger le 8 novembre 2012, Maryse Peloille, première adjointe de Poilly-lez-Gien et suppléante depuis 2008 de Jean-Pierre Hurtiger, succède à celui-ci dans l'assemblée départementale.

### 2008
Les élections cantonales de 2008 ont lieu les 9 et 16 mars 2008.
Jean-Pierre Hurtiger (Divers droite) est élu conseiller général au 2e tour avec 56,67 % des suffrages exprimés sur le canton et 55,57 % sur la commune. Il devance Christian Parcineau (PS) qui obtient 44,43 % sur la commune et 43,33 % sur le canton. Le taux de participation est de 48,11 % sur la commune et de 53,02 % sur le canton.

## Élections régionales
Les élections régionales renouvellent les 25 conseils régionaux de Métropole et d'outre-mer ainsi que l'Assemblée de Corse. Les conseillers régionaux sont élus dans chaque région au scrutin de liste à deux tours sans adjonction ni suppression de noms et sans modification de l'ordre de présentation. Dans la région Centre, 77 sièges sont à pourvoir. 

### 2010
Les élections régionales de 2010 ont lieu les 14 et 21 mars. Les résultats pour la commune sont les suivants :
|  | Tendance                | Tête de liste    | Liste                                             | Commune | Région  | Sièges |
|  | ----------------------- | ---------------- | ------------------------------------------------- | ------- | ------- | ------ |
|  | Union de la gauche      | François Bonneau | Ensemble pour la région Centre                    | 46,09 % | 50 %    | 49     |
|  | Majorité présidentielle | Hervé Novelli    | Il faut changer pour mieux vivre en région Centre | 32,39 % | 36,46 % | 21     |
|  | FN                      | Philippe Loiseau | Les Français d'abord                              | 21,52 % | 13,54 % | 7      |

### 2004
Les élections régionales de 2004 ont lieu les 21 et 28 mars.Les résultats pour la commune sont les suivants :
|  | Tendance                         | Tête de liste | Liste                                                                                            | Commune | Région  | Sièges |
|  | -------------------------------- | ------------- | ------------------------------------------------------------------------------------------------ | ------- | ------- | ------ |
|  | PS - PCF - Les Verts - PRG - MRC | Michel Sapin  | L'union à gauche                                                                                 | 43,21 % | 49,15 % | 48     |
|  | UMP - MPF                        | Serge Vinçon  | La nouvelle équipe du Centre                                                                     | 32,93 % | 34,39 % | 20     |
|  | FN                               | Jean Verdon   | Front national pour la région Centre présentée par Jean-Marie Le Pen et conduite par Jean Verdon | 23,86 % | 16,46 % | 9      |

## Élections législatives

### 2012
Les élections législatives de 2012 se déroulent sur deux tours de scrutin les 10 et 17 juin, dans la continuité de l'élection présidentielle qui s'est tenue les 22 avril et 6 mai 2012, selon un mode de scrutin uninominal majoritaire à deux tours. Un redécoupage des circonscriptions législatives est réalisé en 2010 pour tenir compte de l'évolution de la démographie française et pour répondre à une demande du Conseil constitutionnel. Le nombre total de députés, 577, désormais inscrit dans la Constitution depuis la réforme de la constitution française de juillet 2008, reste inchangé, mais certains départements voient le nombre de circonscriptions et leur composition modifiés. Le département du Loiret voit ainsi leur nombre passer de 5 à 6.

La commune de Gien initialement rattachée à la 4e circonscription dépend désormais de la 3e.
- 3e circonscription : 50,41 % pour Claude de Ganay (UMP, élu au 2e tour avec 52,72 % des suffrages exprimés[21]), 49,59 % pour Philippe Froment (PS), 52,24 % de participation[22].

### 2007
Les élections législatives de 2007 se déroulent sur deux tours de scrutin les 10 et 17 juin. Le découpage électoral est le même que celui des élections de 2002. Sans surprise, la majorité sortante UMP est reconduite, quelques semaines après l'élection de Nicolas Sarkozy à la présidence de la République, avec toutefois un nombre de sièges réduit par rapport aux précédentes élections. Dans la 4e circonscription du département du Loiret, dont dépend la commune de Gien, Jean-Pierre Door est élu au 1er tour avec 51,14% des suffrages. Les résultats pour la commune sont les suivants :
- 4e circonscription : 45,27 % pour Jean-Pierre Door (UMP, élu au 1er tour avec 51,14 % des suffrages exprimés[24]), 23,75 % pour François Bonneau (PS), 42,29 % de participation[25].

### 2002
Les élections législatives de 2002 des députés de la XIIe législature ont lieu les 9 et 16 juin 2002, dans la foulée de l'élection présidentielle de 2002 qui a vu la réélection de Jacques Chirac. La droite parlementaire sort largement vainqueur de ces élections, marquées par un nouveau record d'abstention (39%). Les députés sont élus au scrutin uninominal majoritaire à deux tours dans 577 circonscriptions, le département du Loiret en comportant cinq. La commune de Gien est sur le territoire de la 4e circonscription qui voit la victoire de Jean-Pierre Door (Union pour la Majorité présidentielle, élu au 2e tour avec 63,3 % des suffrages exprimés). Les résultats au niveau de la commune sont les suivants :
- 4e circonscription : 60,53 % pour Jean-Pierre Door (Union pour la Majorité présidentielle, élu au 2e tour avec 63,3 % des suffrages exprimés), 39,47 % pour Liliane Berthelier (PS), 56,86 % de participation[27].

## Élections présidentielles

### 2017
Le premier tour de l'élection présidentielle de 2017 voit s'affronter onze candidats. Emmanuel Macron arrive en tête devant Marine Le Pen et tous deux se qualifient pour le second tour. Néanmoins, avec François Fillon et Jean-Luc Mélenchon, les scores des quatre candidats ayant recueilli le plus de voix sont serrés (4,43 points entre le 1er et le 4e). Pour la première fois, aucun des candidats des deux partis politiques pourvoyeurs jusque-là des présidents de la Ve République, n'est présent au second tour. Celui-ci se tient le dimanche 7 mai et se solde par la victoire d'Emmanuel Macron, avec un total de 20 753 798 bulletins de vote en sa faveur, soit 66,10 % des suffrages exprimés, face à la candidate du Front national, qui recueille 33,90 %. Le scrutin est néanmoins marqué par une forte abstention et par un record de votes blancs ou nuls. 
À Gien, Marine Le Pen arrive en tête du premier tour avec 26,64 % des exprimés, suivie de Emmanuel Macron avec 20,89 %, François Fillon avec 20,48 %,  Jean-Luc Mélenchon avec 16,71 % et Nicolas Dupont-Aignan avec 5,67 %. Au second tour, les électeurs ont voté à 60,16 % pour Emmanuel Macron contre 39,84 % pour Marine Le Pen avec un taux d’abstention de 28,57 % des inscrits.
|                                     | Parti | Nom                   | Premier tour | Premier tour | Premier tour | Second tour | Second tour | Second tour |
| Voix                                | Parti | Nom                   | %            | %            | Voix         | %           | %           |             |
| Voix                                | Parti | Nom                   | Inscrits     | Exprimés     | Voix         | Inscrits    | Exprimés    |             |
| ----------------------------------- | ----- | --------------------- | ------------ | ------------ | ------------ | ----------- | ----------- | ----------- |
|                                     | FN    | Marine Le Pen         | 1 596        | 18,95 %      | 26,64 %      | 2 148       | 25,51 %     | 39,84 %     |
|                                     | EM    | Emmanuel Macron       | 1 252        | 14,87 %      | 20,89 %      | 3 244       | 38,53 %     | 60,16 %     |
|                                     | LR    | François Fillon       | 1 227        | 14,57 %      | 20,48 %      |             |             |             |
|                                     | LFi   | Jean-Luc Mélenchon    | 1 001        | 11,89 %      | 16,71 %      |             |             |             |
|                                     | DlF   | Nicolas Dupont-Aignan | 340          | 4,04 %       | 5,67 %       |             |             |             |
|                                     | PS    | Benoît Hamon          | 312          | 3,71 %       | 5,21 %       |             |             |             |
|                                     | UPR   | François Asselineau   | 93           | 1,1 %        | 1,55 %       |             |             |             |
|                                     | NPA   | Philippe Poutou       | 61           | 0,72 %       | 1,02 %       |             |             |             |
|                                     | RES   | Jean Lassalle         | 55           | 0,65 %       | 0,92 %       |             |             |             |
|                                     | LO    | Nathalie Arthaud      | 44           | 0,52 %       | 0,73 %       |             |             |             |
|                                     | SeP   | Jacques Cheminade     | 11           | 0,13 %       | 0,18 %       |             |             |             |
|                                     |       |                       |              |              |              |             |             |             |
|                                     |       |                       | Nombre       | % inscrits   | % votants    | Nombre      | % inscrits  | % votants   |
| Inscrits (votants + abstentions)    | 8 420 |                       |              | 8 420        |              |             |             |             |
| Abstentions                         | 2 246 | 26,67 %               |              | 2 406        | 28,57 %      |             |             |             |
| Votants (exprimés + blancs ou nuls) | 6 174 | 73,33 %               |              | 6 014        | 71,43 %      |             |             |             |
| Blancs ou nuls                      | 182   | 2,16 %                | 2,95 %       | 622          | 7,39 %       | 10,35 %     |             |             |
| Exprimés                            | 5 992 | 71,16 %               | 97,05 %      | 5 392        | 64,04 %      | 89,66 %     |             |             |

### 2012
Le premier tour de l'élection présidentielle de 2012 voit s'affronter dix candidats. François Hollande, candidat du Parti socialiste, et Nicolas Sarkozy, président sortant et candidat de l'UMP, se qualifient pour le second tour, avec respectivement 28,63 % et 27,18 % des suffrages exprimés. Parmi les candidats éliminés, Marine Le Pen (17,90 %), Jean-Luc Mélenchon (11,10 %) et François Bayrou (9,13 %) obtiennent des scores significatifs. À l'issue du second tour, deux semaines plus tard, François Hollande est élu président de la République avec 51,64 % des suffrages exprimés, contre 48,36 % à son adversaire.
À Gien, Nicolas Sarkozy arrive en tête du premier tour avec 27,34 %, suivi de François Hollande avec 26,74 %, puis de Marine Le Pen avec 23,94 %, puis Jean-Luc Mélenchon avec 8,96 %, puis François Bayrou avec 8,7 %, aucun autre candidat ne dépassant le seuil des 5 %. Au second tour, les électeurs ont voté à 47,1 % pour François Hollande contre 52,9 % pour Nicolas Sarkozy avec un taux d’abstention de 75,52 %.
|                                           | Parti        | Nom                   | Premier tour | Premier tour | Premier tour | Second tour | Second tour | Second tour |
| Voix                                      | Parti        | Nom                   | %            | %            | Voix         | %           | %           |             |
| Voix                                      | Parti        | Nom                   | Exprimés     | Inscrits     | Voix         | Exprimés    | Inscrits    |             |
| ----------------------------------------- | ------------ | --------------------- | ------------ | ------------ | ------------ | ----------- | ----------- | ----------- |
|                                           | UMP-NC       | Nicolas Sarkozy       | 1 779        | 27,34 %      | 20,25 %      | 3 248       | 52,9 %      | 36,96       |
|                                           | PS-PRG       | François Hollande     | 1 740        | 26,74 %      | 19,80 %      | 2 892       | 47,1 %      | 32,91       |
|                                           | FN           | Marine Le Pen         | 1558         | 23,94 %      | 17,73 %      |             |             |             |
|                                           | FG-PCF       | Jean-Luc Mélenchon    | 583          | 8,96 %       | 6,63 %       |             |             |             |
|                                           | MoDem        | François Bayrou       | 566          | 8,7 %        | 6,44 %       |             |             |             |
|                                           | DLR          | Nicolas Dupont-Aignan | 108          | 1,66 %       | 1,23 %       |             |             |             |
|                                           | EELV         | Eva Joly              | 82           | 1,26 %       | 0,93 %       |             |             |             |
|                                           | NPA          | Philippe Poutou       | 52           | 0,8 %        | 0,59 %       |             |             |             |
|                                           | LO           | Nathalie Arthaud      | 24           | 0,37 %       | 0,27 %       |             |             |             |
|                                           | SP           | Jacques Cheminade     | 15           | 0,23 %       | 0,17 %       |             |             |             |
|                                           |              | Total exprimés        | 6 507        | -            | 74,05 %      | 6 140       | -           | 69,87 %     |
| Total votants : exprimés + blancs ou nuls | 6 628 (121)  | -                     | 75,43 %      | 6 637 (497)  | -            | 75,52 %     |             |             |
| Total inscrits : votants + abstentions    | 8 787 (2159) | -                     | 100 %        | 8 788 (2151) | -            | 100 %       |             |             |

### 2007
Le premier tour de l'élection présidentielle de 2007 a été marqué par une participation exceptionnelle avec un score de 83,97 % des inscrits. Ce taux est comparable à celui du premier tour de l'élection présidentielle de 1965 qui était de 84,7 % et celle de 1974 qui était de 84,2 %. Nicolas Sarkozy (31,18 %) et Ségolène Royal (25,87 %) arrivent en tête pour le premier tour de l'élection devant François Bayrou (18,57 %) et Jean-Marie Le Pen (10,44 %). Au second tour, Nicolas Sarkozy est élu Président de la République française, avec 53,06 % des suffrages, contre Ségolène Royal avec 46,94 %. 
À Gien Nicolas Sarkozy est arrivé en tête au premier tour avec 32,68 %, suivi de Ségolène Royal avec 21,91 %, François Bayrou avec 17,33 % et enfin Jean-Marie Le Pen avec 14,16 %, aucun autre candidat ne dépassant le seuil des 5 %. Au second tour, les électeurs ont voté à 57,86 % pour Nicolas Sarkozy contre 42,14 % pour Ségolène Royal avec un taux d’abstention de 18,38 %.
|                                           | Parti          | Nom                  | Premier tour | Premier tour | Premier tour | Second tour | Second tour | Second tour |
| Voix                                      | Parti          | Nom                  | %            | %            | Voix         | %           | %           |             |
| Voix                                      | Parti          | Nom                  | Exprimés     | Inscrits     | Voix         | Exprimés    | Inscrits    |             |
| ----------------------------------------- | -------------- | -------------------- | ------------ | ------------ | ------------ | ----------- | ----------- | ----------- |
|                                           | UMP            | Nicolas Sarkozy      | 2 304        | 32,68 %      | 26,21 %      | 3 969       | 57,86 %     | 45,11       |
|                                           | PS             | Ségolène Royal       | 1 545        | 21,91 %      | 18,17 %      | 2 891       | 42,14 %     | 32,86       |
|                                           | MoDem          | François Bayrou      | 1222         | 17,33 %      | 14,36 %      |             |             |             |
|                                           | FN             | Jean-Marie Le Pen    | 998          | 14,16 %      | 11,74 %      |             |             |             |
|                                           | LCR            | Olivier Besancenot   | 299          | 4,24 %       | 3,52 %       |             |             |             |
|                                           | MPF            | Philippe de Villiers | 178          | 2,52 %       | 2,8 %        |             |             |             |
|                                           | PCF            | Marie-George Buffet  | 173          | 2,45 %       | 2,2 %        |             |             |             |
|                                           | LO             | Arlette Laguiller    | 101          | 1,43 %       | 1,19 %       |             |             |             |
|                                           | Verts          | Dominique Voynet     | 83           | 1,18 %       | 0,98 %       |             |             |             |
|                                           | Sans étiquette | José Bové            | 66           | 0,94 %       | 0,78 %       |             |             |             |
|                                           | CPNT           | Frédéric Nihous      | 58           | 0,82 %       | 0,68 %       |             |             |             |
|                                           | PT             | Gérard Schivardi     | 23           | 0,33 %       | 0,27 %       |             |             |             |
|                                           |                | Total exprimés       | 7 050        | -            | 80,19 %      | 6 860       | -           | 77,96 %     |
| Total votants : exprimés + blancs ou nuls | 7 132 (82)     | -                    | 81,12 %      | 7 182 (322)  | -            | 81,62 %     |             |             |
| Total inscrits : votants + abstentions    | 8 792 (1660)   | -                    | 100 %        | 8 799 (1617) | -            | 100 %       |             |             |

### 2002
Le 21 avril 2002 est inédit dans la vie politique française, puisqu'un représentant d'un parti classé à l'extrême droite de l'échiquier politique a réussi à se qualifier pour le second tour d'une élection présidentielle. Jacques Chirac est réélu président de la république avec le plus fort score depuis la création de la Cinquième République : 82,21 % ; Jean-Marie Le Pen obtient 17,79 % des suffrages exprimés.
 À Gien, Jean-Marie Le Pen arrive en tête au premier tour avec 21,31 %, suivi de Jacques Chirac avec 20,15 %. Viennent ensuite Lionel Jospin avec 14,41 %, François Bayrou avec 6,6 %, puis Arlette Laguiller avec 5,45 % et Jean-Pierre Chevènement avec 5,43 %, aucun autre candidat ne dépassant le seuil des 5 %. Au second tour, les électeurs ont voté à 78,16 % pour Jacques Chirac contre 21,84 % pour Jean-Marie Le Pen avec un taux d’abstention de 22,34 %, résultat inférieur aux tendances nationales.
|                                           | Parti        | Nom                     | Premier tour | Premier tour | Premier tour | Second tour | Second tour | Second tour |
| Voix                                      | Parti        | Nom                     | %            | %            | Voix         | %           | %           |             |
| Voix                                      | Parti        | Nom                     | Exprimés     | Inscrits     | Voix         | Exprimés    | Inscrits    |             |
| ----------------------------------------- | ------------ | ----------------------- | ------------ | ------------ | ------------ | ----------- | ----------- | ----------- |
|                                           | FN           | Jean-Marie Le Pen       | 1 239        | 21,31 %      | 14,57 %      | 1 363       | 21,84 %     | 16,04       |
|                                           | UMP          | Jacques Chirac          | 1 172        | 20,15 %      | 13,77 %      | 4 878       | 78,16 %     | 57,39       |
|                                           | PS           | Lionel Jospin           | 838          | 14,41 %      | 9,85 %       |             |             |             |
|                                           | MoDem        | François Bayrou         | 384          | 6,6 %        | 4,52 %       |             |             |             |
|                                           | LO           | Arlette Laguiller       | 317          | 5,45 %       | 3,73 %       |             |             |             |
|                                           | MRC          | Jean-Pierre Chevènement | 316          | 5,43 %       | 3,72 %       |             |             |             |
|                                           | MNR          | Bruno Mégret            | 250          | 4,3 %        | 2,94 %       |             |             |             |
|                                           | PCF          | Robert Hue              | 230          | 3,96 %       | 2,70 %       |             |             |             |
|                                           | CPNT         | Jean Saint-Josse        | 222          | 3,82 %       | 2,61 %       |             |             |             |
|                                           | DL           | Alain Madelin           | 214          | 3,68 %       | 2,52 %       |             |             |             |
|                                           | Verts        | Noël Mamère             | 191          | 3,28 %       | 2,25 %       |             |             |             |
|                                           | LCR          | Olivier Besancenot      | 164          | 2,82 %       | 1,93 %       |             |             |             |
|                                           | Cap21        | Corinne Lepage          | 100          | 1,72 %       | 1,18 %       |             |             |             |
|                                           | PRG          | Christiane Taubira      | 85           | 1,46 %       | 1,0 %        |             |             |             |
|                                           | FRS          | Christine Boutin        | 59           | 1,01 %       | 0,69 %       |             |             |             |
|                                           | PT           | Daniel Gluckstein       | 34           | 0,58 %       | 0,40 %       |             |             |             |
|                                           |              | Total exprimés          | 5 815        | -            | 68,39 %      | 6 241       | -           | 73,42 %     |
| Total votants : exprimés + blancs ou nuls | 5 995 (180)  | -                       | 70,5 %       | 6 601 (360)  | -            | 77,66 %     |             |             |
| Total inscrits : votants + abstentions    | 8 503 (2508) | -                       | 100 %        | 8 500 (1899) | -            | 100 %       |             |             |

## Référendums
Le référendum sur le quinquennat présidentiel, visant à réduire la durée du mandat présidentiel de sept à cinq ans, a lieu le 24 septembre 2000. La question posée est : « Approuvez-vous le projet de loi constitutionnelle fixant la durée du mandat du président de la République à cinq ans ? » Les électeurs votent « oui » à une large majorité (73,21 % des suffrages exprimés), dans un contexte de forte abstention (69,81 %). Localement, les votes sont respectivement de 73,02 % pour le "oui" et de 26,98 % pour le "non".
Le référendum français sur le traité établissant une Constitution pour l'Europe a eu lieu le 29 mai 2005. À la question « Approuvez-vous le projet de loi qui autorise la ratification du traité établissant une Constitution pour l'Europe ? », le « non » recueille 54,68 % des suffrages exprimés. Ce troisième référendum français sur un traité européen (après ceux de 1972 et 1992) est le premier à être rejeté. Localement les électeurs de la commune votent à 41,66 % pour le "oui" et à 58,34 % pour le "non".
| Référendums. | Référendums.      | Référendums.      | Référendums.      | Référendums.      | Référendums.      | Référendums.      | Référendums.  |
| Année        | Oui (national)    | Oui (national)    | Oui (national)    | Non (national)    | Non (national)    | Non (national)    | Participation |
| ------------ | ----------------- | ----------------- | ----------------- | ----------------- | ----------------- | ----------------- | ------------- |
| 2000         | 73,02 % (73,21 %) | 73,02 % (73,21 %) | 73,02 % (73,21 %) | 26,98 % (26,79 %) | 26,98 % (26,79 %) | 26,98 % (26,79 %) | 31,96 %       |
| 2005         | 41,66 % (45,33 %) | 41,66 % (45,33 %) | 41,66 % (45,33 %) | 58,34 % (54,67 %) | 58,34 % (54,67 %) | 58,34 % (54,67 %) | 66,26 %       |